# Solo (潔淨的盜賊歌曲)
是英国电子乐队潔淨的盜賊和美國女歌手黛米·洛瓦托合作的單曲，由大西洋唱片於2018年5月18日發行。

## 資料來源
1. ↑  . Tidal.   [18 May 2018]. （原始内容存档于2019-05-06）.